# サンダースノー
サンダースノー（Thunder Snow、2014年3月24日 - ）は、アイルランド生産、イギリス調教の競走馬・種牡馬。
主な勝ち鞍は2016年のクリテリウムアンテルナシオナル、2017年のジャンプラ賞、2018年・2019年のドバイワールドカップ連覇。

## 戦績

### 2歳時（2016年）
レスター競馬場のデビュー戦を勝利で飾ったが、その後ロイヤルアスコット開催の2歳重賞のG2コヴェントリーステークスで6着、続くG2ヴィンテージステークス、G2シャンペンステークスで共に2着、G1デューハーストステークスでチャーチルの4着と善戦はするものの4連敗。デビュー6戦目でクリストフ・スミヨン騎手を背にフランスG1クリテリウム・アンテルナシオナルに挑むと、2着に5馬身もの差をつけ優勝。初重賞勝利をG1で達成した。

### 3歳時（2017年）
1月にはダート未出走ながらアメリカ三冠競走への予備登録を行い、2月のUAE2000ギニーで始動。自身初となるダートを克服し5馬身差で圧勝した。続くUAEダービーでも日本から遠征してきたエピカリスとの叩き合いを制し、優勝。ケンタッキーダービーへの出走馬選定の100ポイントを獲得した。しかし、本番のケンタッキーダービーでは発馬直後に跳ね上がるような歩様になり競走中止となった。
その後立て直しアイリッシュ2000ギニー、セントジェームスパレスSへ出走、それぞれ2、3着と好走。そして7月にシャンティイ競馬場で行われたジャンプラ賞を制覇、G1競走2勝目を挙げる。続くジャック・ル・マロワ賞は1番人気に推されたがアルウケール、インスオブコートに次ぐ3着に敗れ、その後10月のクイーンエリザベス2世ステークスでは過去最低の15着と大きく崩れてしまった。

### 4歳時（2018年）
4歳シーズンは1月のマクトゥームチャレンジラウンド1から始動、UAEダービー以来となるドバイのダート戦でヘヴィメタルの2着に好走し復調をアピールした。2月のマクトゥームチャレンジラウンド2では残り100mでノースアメリカを捉え重賞制覇。しかし3月に行われたマクトゥームチャレンジラウンド3では主戦のスミヨン騎手からオイシン・マーフィー騎手へ乗り替わり挑んだが前走のラウンド2で負かしたノースアメリカを捉えきれず5馬身差の2着に屈した。迎えた本番のドバイワールドカップには前年のトラヴァーズステークス、ペンシルベニアダービーの覇者で2018年初戦のペガサスワールドカップでガンランナーの2着からの転戦となるウエストコースト、前年の米最優秀ダート古馬牝馬でBCディスタフ含め2017年はG1競走2勝を含む3戦全勝、ここが始動戦となるフォーエバーアンブライドルド、同じゴドルフィンでこちらはアンドレ・ファーブル厩舎所属、前年のブリーダーズカップ・ターフ覇者のタリスマニック、日本からも武豊を背にアウォーディーが参戦して10頭立てながら錚々たるメンバーとなった。レースはスタート直後からウエストコーストと外からサンダースノーが主張し譲らずハナを切る展開に、4コーナーでウエストコーストが競ってくるも先頭を譲らず、直線に入るとあっという間に後続を突き放し、最後は2着のウエストコーストに5馬身つけ圧勝した。この勝利でサイード・ビン・スルール調教師はドバイワールドカップ通算8勝目を挙げ、鞍上のスミヨン騎手にとってもこれがドバイワールドカップ初制覇となった。その後は休養に入り夏のインターナショナルステークスから始動、プリンスオブウェールズステークスでクラックスマンを破りキングジョージも制したポエッツワード、エクリプスステークスを勝って挑むロアリングライオンなど出走馬8頭のうち7頭がその年にG1を勝っている近年稀に見るハイレベルな一戦となった。レースはドバイワールドカップの時と同じく先手を主張したが最後の直線で力尽きロアリングライオンに大きく離される最下位に終わった。秋はかねてより計画されていた米国遠征を決行、初戦となったジョッキークラブゴールドカップ2着を挟んで挑んだブリーダーズカップ・クラシックは直線抜け出したアクセラレートと並ぶところまではいったものの差し切れず、後方から追い込んできたガンナヴェラに僅かに交わされ3着に敗れた。

### 5歳時（2019年）
前年に引き続いてドバイに遠征し、3月9日のマクトゥームチャレンジラウンド3では惜しくも2着。3月30日のドバイワールドカップでは道中3番手で追走すると直線で早めに抜け出したグロンコウスキーとの壮絶な叩き合いをハナ差制し、史上初の連覇を達成した。帰国後、6月8日のメトロポリタンハンデキャップに出走したが3着に終わる。
11月5日、ゴドルフィンのホームページで現役引退が発表された。

## 競走成績
出典：Racing Post、JRA-VAN Ver.World
| 年月日     | 競馬場             | レース名                         | 格 | 距離（馬場）  | 頭数 | 枠番 | 馬番 | 着順 | 騎手           | 斤量 (lb) | タイム  | 着差       | 1着（2着）馬       |
| ---------- | ------------------ | -------------------------------- | -- | ------------- | ---- | ---- | ---- | ---- | -------------- | --------- | ------- | ---------- | ------------------ |
| 2016.05.31 | レスター           | 未勝利戦                         |    | 芝1200m（良） | 12   | 1    | 12   | 01着 | J.ドイル       | 131       | 1:13.25 | 1 1/4馬身  | （Parys Mountain） |
| 0000.06.14 | アスコット         | コヴェントリーS                  | G2 | 芝1200m（重） | 18   | 9    | 16   | 06着 | J.ドイル       | 127       |         | 8 1/2馬身  | Caravaggio         |
| 0000.07.26 | グッドウッド       | ヴィンテージS                    | G2 | 芝1400m（良） | 9    | 2    | 9    | 02着 | J.マクドナルド | 127       |         | 1 3/4馬身  | War Decree         |
| 0000.09.10 | ドンカスター       | シャンペンS                      | G2 | 芝1400m（良） | 6    | 5    | 5    | 02着 | J.ドイル       | 126       |         | アタマ     | Rivet Delight      |
| 0000.10.08 | ニューマーケット   | デューハーストS                  | G1 | 芝1400m（良） | 7    | 1    | 7    | 04着 | J.クローリー   | 127       |         | 2馬身      | Churchill          |
| 0000.10.30 | サンクルー         | クリテリウム・アンテルナシオナル | G1 | 芝1400m（重） | 9    | 3    | 4    | 01着 | C.スミヨン     | 126       | 1:28.20 | 5馬身      | （South Seas）     |
| 2017.02.11 | メイダン           | UAE2000ギニー                    | G3 | ダ1600m（良） | 9    | 5    | 5    | 01着 | C.スミヨン     | 126       | 1:38.48 | 5 3/4馬身  | （Bee Jersey）     |
| 0000.03.25 | メイダン           | UAEダービー                      | G2 | ダ1900m（良） | 16   | 13   | 13   | 01着 | C.スミヨン     | 125       | 1:57.76 | 短アタマ   | （Ephicharis）     |
| 0000.05.06 | チャーチルダウンズ | ケンタッキーダービー             | G1 | ダ2000m（稍） | 20   | 2    | 2    | 中止 | C.スミヨン     | 126       |         |            | Always Dreaming    |
| 0000.05.27 | カラ               | 愛2000ギニー                     | G1 | 芝1600m（重） | 6    | 6    | 1    | 02着 | C.スミヨン     | 126       |         | 2 1/2馬身  | Churchill          |
| 0000.06.20 | アスコット         | セントジェームズパレスS          | G1 | 芝1600m（良） | 8    | 2    | 8    | 03着 | C.スミヨン     | 126       |         | 1 1/4馬身  | Barney Roy         |
| 0000.07.09 | シャンティイ       | ジャンプラ賞                     | G1 | 芝1600m（良） | 5    | 2    | 1    | 01着 | C.スミヨン     | 129       | 1:38.78 | 1 1/4馬身  | （Trais Fluors）   |
| 0000.08.13 | ドーヴィル         | ジャックルマロワ賞               | G1 | 芝1600m（重） | 6    | 4    | 3    | 03着 | C.スミヨン     | 125       |         | 1/4馬身    | Al Wukair          |
| 0000.10.21 | アスコット         | クイーンエリザベス2世S           | G1 | 芝1600m（重） | 15   | 15   | 14   | 15着 | C.スミヨン     | 127       |         | 33馬身     | Persuasive         |
| 2018.01.11 | メイダン           | マクトゥームチャレンジラウンド1  | G2 | ダ1600m（良） | 8    | 7    | 7    | 02着 | C.スミヨン     | 126       |         | 4 1/2馬身  | Heavy Metal        |
| 0000.02.08 | メイダン           | マクトゥームチャレンジラウンド2  | G2 | ダ1900m（良） | 6    | 7    | 8    | 01着 | C.スミヨン     | 125       | 1:57.89 | クビ       | （North Ameica）   |
| 0000.03.10 | メイダン           | マクトゥームチャレンジラウンド3  | G1 | ダ2000m（良） | 12   | 2    | 2    | 02着 | O.マーフィー   | 126       |         | 5 1/4馬身  | North America      |
| 0000.03.31 | メイダン           | ドバイワールドC                  | G1 | ダ2000m（良） | 10   | 10   | 10   | 01着 | C.スミヨン     | 126       | 2:01.38 | 5 3/4馬身  | （West Coast）     |
| 0000.08.22 | ヨーク             | 英国際S                          | G1 | 芝2050m（良） | 8    | 3    | 4    | 08着 | C.スミヨン     | 132       |         | 13 1/4馬身 | Roaring Lion       |
| 0000.09.29 | ベルモントパーク   | ジョッキークラブ金杯             | G1 | ダ2000m（良） | 8    | 8    | 8    | 02着 | C.スミヨン     | 126       |         | クビ       | Discreet Lover     |
| 0000.11.03 | チャーチルダウンズ | BCクラシック                     | G1 | ダ2000m（良） | 14   | 1    | 1    | 03着 | C.スミヨン     | 126       |         | 1 3/4馬身  | Accelerate         |
| 2019.03.09 | メイダン           | マクトゥームチャレンジラウンド3  | G1 | ダ2000m（良） | 10   | 2    | 2    | 02着 | C.スミヨン     | 126       |         | 9 1/2馬身  | Capezzano          |
| 0000.03.30 | メイダン           | ドバイワールドC                  | G1 | ダ2000m（良） | 12   | 11   | 12   | 01着 | C.スミヨン     | 126       | 2:03.87 | ハナ       | （Gronkowski）     |
| 0000.06.08 | ベルモントパーク   | メトロポリタンH                  | G1 | ダ1600m（良） | 9    | 4    | 4    | 03着 | C.スミヨン     | 124       |         | 1馬身      | Mitole             |
| 0000.08.03 | サラトガ           | ホイットニーS                    | G1 | ダ1800m（良） |      |      |      | 取消 | C.スミヨン     |           |         |            | McKinzie           |

## 種牡馬時代
2020年からダーレー・ジャパン・スタリオン・コンプレックスで種牡馬となる。

### 主な産駒
- 2021年産
  - テンカジョウ（2024年マリーンカップ、2025年兵庫女王盃、エンプレス杯）
- 2022年産
  - ベルグラシアス（2025年東京プリンセス賞）
  - ハーフブルー（2025年優駿スプリント）

## 血統表
| サンダースノー(Thunder Snow)の血統 | サンダースノー(Thunder Snow)の血統                         | サンダースノー(Thunder Snow)の血統                         | （血統表の出典）                                           | （血統表の出典） |
| 父系                               | デインヒル系（ダンジグ系）                                 | デインヒル系（ダンジグ系）                                 | デインヒル系（ダンジグ系）                                 |                  |
| 父 Helmet 2008 栗毛                | 父の父Exceed And Excel 2000 鹿毛                           | *デインヒル                                                | Danzig                                                     | Danzig           |
| 父 Helmet 2008 栗毛                | 父の父Exceed And Excel 2000 鹿毛                           | *デインヒル                                                | Razyana                                                    |                  |
| 父 Helmet 2008 栗毛                | 父の父Exceed And Excel 2000 鹿毛                           | Patrona                                                    | Lomond                                                     | Lomond           |
| 父 Helmet 2008 栗毛                | 父の父Exceed And Excel 2000 鹿毛                           | Patrona                                                    | Gladiolus                                                  |                  |
| 父 Helmet 2008 栗毛                | 父の母Accessories 2003 鹿毛                                | Singspiel                                                  | In the Wings                                               | In the Wings     |
| 父 Helmet 2008 栗毛                | 父の母Accessories 2003 鹿毛                                | Singspiel                                                  | Glorious Song                                              |                  |
| 父 Helmet 2008 栗毛                | 父の母Accessories 2003 鹿毛                                | Anna Matrushka                                             | Mill Reef                                                  | Mill Reef        |
| 父 Helmet 2008 栗毛                | 父の母Accessories 2003 鹿毛                                | Anna Matrushka                                             | Anna Paola                                                 |                  |
| 母 Eastern Joy 2006 鹿毛           | 母の父Dubai Destination 1999 鹿毛                          | Kingmambo                                                  | Mr. Prospector                                             | Mr. Prospector   |
| 母 Eastern Joy 2006 鹿毛           | 母の父Dubai Destination 1999 鹿毛                          | Kingmambo                                                  | Miesque                                                    |                  |
| 母 Eastern Joy 2006 鹿毛           | 母の父Dubai Destination 1999 鹿毛                          | Mysterial                                                  | Alleged                                                    | Alleged          |
| 母 Eastern Joy 2006 鹿毛           | 母の父Dubai Destination 1999 鹿毛                          | Mysterial                                                  | Mysteries                                                  |                  |
| 母 Eastern Joy 2006 鹿毛           | 母の母Red Slippers 1989 栗毛                               | Nureyev                                                    | Northern Dancer                                            | Northern Dancer  |
| 母 Eastern Joy 2006 鹿毛           | 母の母Red Slippers 1989 栗毛                               | Nureyev                                                    | Special                                                    |                  |
| 母 Eastern Joy 2006 鹿毛           | 母の母Red Slippers 1989 栗毛                               | Morning Devotion                                           | Affirmed                                                   | Affirmed         |
| 母 Eastern Joy 2006 鹿毛           | 母の母Red Slippers 1989 栗毛                               | Morning Devotion                                           | Morning Has Broken                                         |                  |
| 母系(F-No.)                        | (FN:4-k)                                                   | (FN:4-k)                                                   | (FN:4-k)                                                   | [ § 2 ]          |
| 5代内の近親交配                    | Northern Dancer 5×5･4=12.50%、Nureyev 5･3（母内）=15.63%、 | Northern Dancer 5×5･4=12.50%、Nureyev 5･3（母内）=15.63%、 | Northern Dancer 5×5･4=12.50%、Nureyev 5･3（母内）=15.63%、 | [ § 3 ]          |
| 出典                               | 1. 2. 3.                                                   | 1. 2. 3.                                                   | 1. 2. 3.                                                   | 1. 2. 3.         |

- 近親はアウィンドイズライジング#主なファミリーラインを参照。